# Liste der Fluggesellschaften in Oman
Dies ist eine Liste der Fluggesellschaften in Oman, die bei der IATA oder ICAO registriert sind bzw. es waren.

## Aktuelle Fluggesellschaften

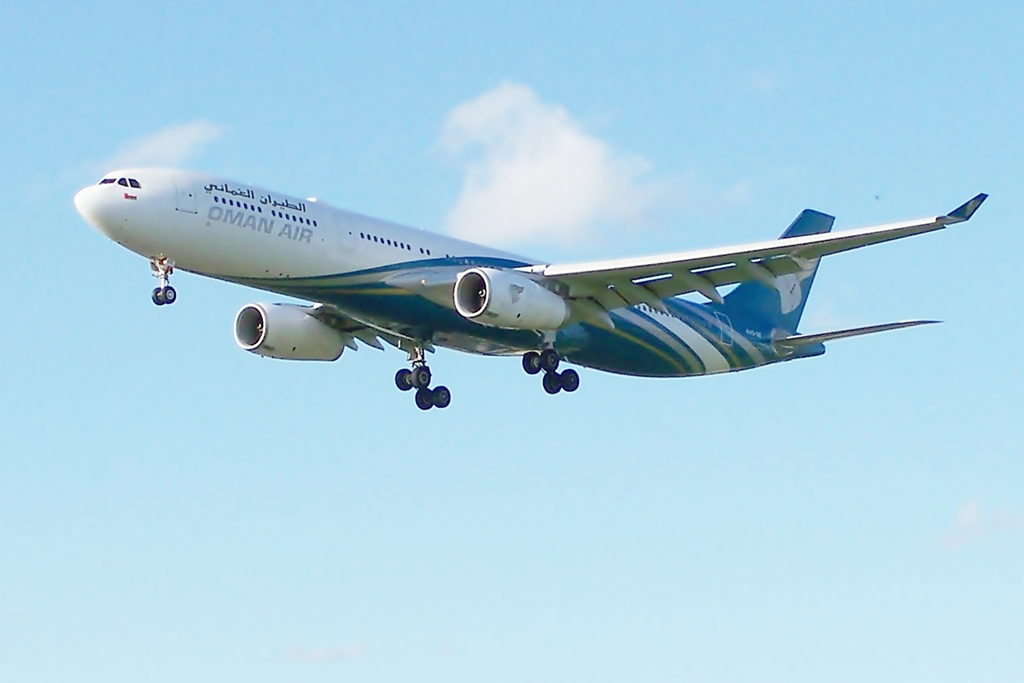
Maschine der Oman Air

- Oman Air (seit 1993)
- Salalah Air (seit 2016)
- Al Sharqiya Aviation(seit 2016)
- SalamAir (seit 2016)

## Ehemalige Fluggesellschaften
- Air Shabelle (2017)
- CargOman (1977–1980)
- Dhofar City Airways (1961–1962)
- Gulf Air Light Aircraft Division (1981) > Oman Air
- Muscat Aviation Services (2003)
- Oman Aviation Services (1981–1993) > Oman Air
- Oman International Services (1970–1981) > Oman Air

(Quelle:)